# Mt'nadzor
Mt'nadzor är ett vattendrag i Armenien. Det ligger i den norra delen av landet, 100 kilometer nordost om huvudstaden Jerevan.
Trakten runt Mt'nadzor består i huvudsak av gräsmarker. Runt Mt'nadzor är det ganska tätbefolkat, med 58 invånare per kvadratkilometer.